# Exoftalmus
Exoftalmus (från grekiskans opthalmos, öga) betyder utstående ögonglober (glosögon, glosögdhet, "koögon"). Företeelsen ses bland annat vid Graves sjukdom som är en form av tyretoxikos (endokrin oftalmopati), eller vid förlamning i nervus oculomotorius. Graden av exoftalmus kan mätas med en exoftalmometer då man mäter corneas (hornhinnans) ställning i förhållande till temporala kanten av orbita (ögonhålan); värdena anges i millimeter.